# Argyroglottis
Argyroglottis es un género monotípico de plantas con flores perteneciente a la familia de las asteráceas. Su única especie es Argyroglottis turbinata, es originaria de Australia.

## Descripción
Es un arbusto trepador que alcanza un tamaño de  0,5-1,8 m de altura. Flores de color blanco. Se encuentra en suelos de arena, yeso y arcilla, en los márgenes de los lagos de sal. Se distribuye por Australia Occidental.

## Taxonomía
Argyroglottis turbinata fue descrita por Porphir Kiril Nicolai Stepanowitsch Turczaninow   y publicado en Bulletin de la Societe Imperiale des Naturalistes de Moscou 24(2): 84, t. 1, 2 1851
Sinonimia
- Helichrysum turbinatum (Turcz.) C.A.Gardner nom. illeg.
- Conanthodium drummondii A.Gray
- Helichrysum argyroglottis Benth.[5]